# Simone (filme)
Simone (grafado S1m0ne) é um filme dos Estados Unidos de 2002, do género drama, realizado por Andrew Niccol.

## Sinopse
Após a principal estrela do seu mais novo trabalho desistir do projecto, o produtor Viktor Taransky (Al Pacino) entra em desespero.
Sem ter como deixar tudo a perder, Taransky decide criar secretamente Simone, uma atriz digital criada especialmente para o trabalho, substituindo uma de carne e osso. Só que Taransky não esperava que Simone fosse se tornar um sucesso mundial e que todos desejariam conhecê-la pessoalmente.
Simone é um nome feminino, mas no filme é também acrônimo de SIMulation ONE (Simulação número Um), também escrito como S1m0ne.

## Elenco
- Al Pacino - (Viktor Taransky)
- Catherine Keener - (Elaine)
- Evan Rachel Wood - (Lainey)
- Rachel Roberts - (Simone)
- Jay Mohr - (Hal)
- Tony Crane - (Lenny)
- Susan Chuang - (Lotus)
- Sean Cullen — (Bernard)
- Rebecca Romjin — (Faith)
- Winona Ryder — (Nicola Anders)
- Camille Wainwright — (Katie Crom)
- Jason Schwartzman — (Milton)
- Pruitt Taylor Vince — (Max Sayer)